# Водоврати
Водоврати (мкд. Водоврати) су насеље у Северној Македонији, у средишњем делу државе. Водоврати управно припадају општини Градско.

## Географија
Водоврати су смештени у средишњем делу Северне Македоније. Од најближег већег града, Велеса, насеље је удаљено 30 km јужно.
Рељеф: Насеље Водоврати се налази у историјској области Тиквеш. Село је положено изнад долине Вардара, на брдима, која се ка западу уздижу у планину Клепу. Насеље је положено на приближно 320 метара надморске висине. 
Месна клима је континентална.

## Становништво
Водоврати су према последњем попису из 2002. године имали 379 становника. 
Већинско становништво у насељу су Бошњаци (51%), а мањине су Роми (21%) и етнички Македонци (16%). Почетком 20. века 80% насељског становништва били су Турци, који су после Првог светског рата махом иселили у матицу.
Претежна вероисповест месног становништва је ислам, а мањинска православље.